# Лонгли, Люк
Люсьен Джеймс «Люк» Лонгли (англ. Lucien James "Luc" Longley; род. 19 января 1969 года, Мельбурн, Австралия) — австралийский профессиональный баскетболист, который выступал в Национальной баскетбольной ассоциации. Был выбран на драфте НБА 1991 года в первом раунде под общим 7-м номером клубом «Миннесота Тимбервулвз». Играл в амплуа центрового. Трёхкратный чемпион НБА в составе «Чикаго Буллз». Член Австралийского баскетбольного зала славы с 2006 года.

## Биография
Люк Лонгли родился 19 января 1969 года в Мельбурне, Австралия. В возрасте 16 лет он выступал за сборную Австралии по баскетболу до 19 лет, а в 1986 году сыграл две игры за клуб «Перт Уайлкэтс». С 1987 по 1991 год Люк проходил обучение в университете Нью-Мехико, где выступал за местную баскетбольную команду. На последнем году обучения он в среднем за игру набирал 19,1 очка и делал 9,2 подбора. В возрасте 19 лет он был включён в национальную сборную Австралии по баскетболу для участия в Олимпийских играх в Сеуле. Вместе с командой на олимпиаде Лонгли занял 4 место — лучший результат в истории австралийской команды.
На драфте НБА 1991 года Лонгли был выбран под 7 номером клубом «Миннесота Тимбервулвз». В 1992 году он участвовал на летних Олимпийских играх в Барселоне. В 1994 году он был обменян в «Чикаго Буллз» на Стэйси Кинга. В составе «Буллз» Лонгли, вместе с Майклом Джорданом, Скотти Пиппеном, Стивом Керром, Роном Харпером, Тони Кукочем и Деннисом Родманом, завоевал три чемпионских титула с 1996 по 1998 год.
В 1998 году «Буллз» обменяли центрового в «Финикс Санз». В Финиксе он провёл два не слишком удачных сезона и был обменян перед сезоном 2000/01 в «Нью-Йорк Никс».
В 2006 году Лонгли был включён в австралийский баскетбольный Зал Славы в Мельбурне, а 8 октября 2009 года в австралийский спортивный Зал славы.
С 2013 года работает помощником Андрея Леманиса в национальной сборной Австралии.